# FC Hilversum in het seizoen 1964/65
Het seizoen 1964/1965 was het 10e jaar in het bestaan van de Hilversumse betaaldvoetbalclub Hilversum. De club kwam uit in de Tweede divisie A en eindigde daarin op de 14e plaats. Tevens deed de club mee aan het toernooi om de KNVB beker, hierin werd de club in de kwartfinale, na verlenging, uitgeschakeld door Feijenoord (1–2).

## Wedstrijdstatistieken

### Tweede divisie A
|       | AGOVV | Cambuur | EDO   | De Graafschap | Haarlem | Heerenveen | PEC   | RCH   | Tubantia | Vitesse | Wageningen | FC Zaanstreek | ZFC   | Zwartemeer | Zwolsche Boys |
| ----- | ----- | ------- | ----- | ------------- | ------- | ---------- | ----- | ----- | -------- | ------- | ---------- | ------------- | ----- | ---------- | ------------- |
| Thuis | 1 – 4 | 4 – 0   | 0 – 0 | 0 – 3         | 5 – 1   | 1 – 0      | 2 – 0 | 0 – 3 | 0 – 1    | 1 – 0   | 2 – 6      | 0 – 1         | 0 – 1 | 0 – 5      | 2 – 2         |
| Uit   | 0 – 1 | 0 – 0   | 2 – 1 | 1 – 3         | 1 – 2   | 0 – 1      | 2 – 2 | 3 – 1 | 3 – 0    | 2 – 1   | 1 – 0      | 1 – 0         | 0 – 0 | 2 – 1      | 3 – 1         |

### KNVB beker
| 1e ronde                                                 | Hilversum                                               | 2 – 1 (1 – 1)                      | Alkmaar '54                         |
| 4 oktober 1964 Plaats: Hilversum Gemeentelijk Sportpark  | Peter Wiskie Eddy Quinet 30'                            |                                    | 5' Bob van Rijssel                  |
| 2e ronde                                                 | Hilversum                                               | 3 – 0 (1 – 0)                      | Excelsior                           |
| 6 december 1964 Plaats: Hilversum Gemeentelijk Sportpark | Eddy Quinet 15' Hans van Eikeren 57' Leen Vermeulen 87' |                                    |                                     |
| 3e ronde                                                 | RCH                                                     | 1 – 2 (0 – 0)                      | Hilversum                           |
| 28 februari 1965 Plaats: Heemstede Sportparklaan         | Jan Dahrs 55' (pen.)                                    |                                    | 70' Kees Oudendijk 75' Joop de Haan |
| Kwartfinale                                              | Hilversum                                               | 1 – 2 (1 – 1, 0 – 1) Na verlenging | Feijenoord                          |
| 16 mei 1965 Plaats: Hilversum Gemeentelijk Sportpark     | Leen Vermeulen 80'                                      |                                    | 15' Hans Venneker 94' Piet Kruiver  |

## Statistieken Hilversum 1964/1965

### Eindstand Hilversum in de Nederlandse Tweede divisie A 1964 / 1965
| Stand | Gespeeld | Gewonnen | Gelijk | Verloren | Punten | Doelpunten voor | Doelpunten tegen |
| ----- | -------- | -------- | ------ | -------- | ------ | --------------- | ---------------- |
| 14e   | 30       | 9        | 5      | 16       | 23     | 32              | 48               |

### Topscorers
| #      | Naam             | Goal |
| ------ | ---------------- | ---- |
| 1.     | Leen Vermeulen   | 9    |
| 2.     | Eddy Westbroek   | 5    |
| 3.     | Eddy Quinet      | 4    |
| 4.     | Messac Titaley   | 3    |
| 4.     | Peter Wiskie     | 3    |
| 6.     | Hans van Eikeren | 2    |
| 6.     | Wil Kreuning     | 2    |
| 8.     | Nico van Beeren  | 1    |
| 8.     | Joop de Haan     | 1    |
| 8.     | Kees Oudendijk   | 1    |
| 8.     | Herman Rootert   | 1    |
| Totaal | Totaal           | 32   |

| #      | Naam             | Goal |
| ------ | ---------------- | ---- |
| 1.     | Eddy Quinet      | 2    |
| 1.     | Leen Vermeulen   | 2    |
| 3.     | Hans van Eikeren | 1    |
| 3.     | Joop de Haan     | 1    |
| 3.     | Kees Oudendijk   | 1    |
| 3.     | Peter Wiskie     | 1    |
| Totaal | Totaal           | 8    |